# Algisio da Rosciate
Algisio da Rosciate, o Algivisius seu Algisius seu Aloysius de Rosate o Algisius Rosatta o Fra Algisio di Rosate (Bergamo, ... – Longuelo, 14 dicembre 1267), è stato un vescovo cattolico italiano.

## Biografia
Suo padre era Recupero, della famiglia nobile dei Rosciati o  da Rosciate console di giustizia in Bergamo nel 1191. Algisio si dedicò agli studi ecclesiastici diventando canonico di Bergamo, come indicato in un capitolo dei frati minori della chiesa di Santa Maria della Carità del 12 settembre 1230.
Entrò poi nell'ordine dei frati predicatori del convento di Santo Stefano diventandone priore, con nomina anche per altri conventi. Si presume che sia il medesimo Algisio, priore dei domenicani di Genova, che ricevette da papa Gregorio IX l'incarico nel 1237 di riformare il monastero dei benedettini di Sant'Andrea a Genova.
Nel 1240 in una lettera al papa Algisio lo rassicura del buon esito delle trattative con la Repubblica di Genova per la protezione dei vescovi e prelati spagnoli, francesi e inglesi durante il viaggio a Roma, dove si doveva tenere un concilio nella Basilica di San Giovanni in Laterano contro Federico II: questo indica la fiducia che il papa aveva nelle qualità diplomatiche del frate.
Venne nominato vescovo di Rimini nel 1250, incarico al quale rinunciò l'11 febbraio 1251, quando venne nominato vescovo di Bergamo da papa Innocenzo IV, come testimoniano le bolle piene di elogi che il papa mandò da Lione sia alla diocesi bergamasca che all'Algisio: "Cum civitas Pergamensis eum de honesta stirpe protulerit ac nos per conversationem diutinam, qua familiariter nobis ipsius merita claruerunt, cum simus experti fide sincerum, Vita praeclarum, scientia praeditum, et tam in spiritualibus quam in temporalibus circumspectum ". Algisio venne nominato anche per riportare la città che dal 1229 avevano ricevuto l'interdizione papale per scomunica, avendo dato ospitalità ad una importante assemblea dei Valdesi nel 1221 e avendo dato accoglienza ad erediti in esilio. Il vescovo intensificò l'attività antieretica fondando nel 1253 la “Societas militiae sancta e Crucis”, che era di supporto all'inquisizione.
Tanta era la considerazione del papa verso il neoeletto vescovo da invitarlo a Genova, con i procuratori di Bergamo, nel marzo del 1251, al suo rientro in Italia per la festa dell'ascensione; restarono buoni i rapporti anche con papa Alessandro IV.
Durante il suo episcopato cercò di aiutare i vari monasteri, condonando debiti che erano stati contratti e che i monaci non riuscivano a soddisfare, contribuendo anche con l'apporto dei suoi beni personali, come quelli di Cene, Albino e Comenduno, dei cluniacensi di San Paolo d'Argon, del Santo Sepolcro d'Astino, e il Monastero Matris Domini di Bergamo.
Non vi sono più documenti che riportino il suo nome successivi il 1259, data in cui il vescovo si ritirò nel monastero di Astino, nelle medesime stanze della torre che ospitarono il vescovo Guala durante il suo esilio. Qui il vescovo morì nel mese di gennaio del 1267.  Gli storici sono discordi circa la data di morte tra il 17, il 26 e il 27. Venne sepolto nella chiesa del monastero di fronte all'altare di San Martino dove è presente l'epigrafe Greg. Ber. / et Algisi / Arimin. et / Ber. Epi..